# Radicaal 6
Van de in totaal 214 Kangxi-radicalen heeft radicaal 6 de betekenis haak. Het is een van de zes radicalen die bestaan uit één streep.
In het Kangxi-woordenboek zijn er 19 karakters die dit radicaal gebruiken.

## Karakters met het radicaal 6
| Strepen | Karakter |
| ------- | -------- |
| + 0     | 亅       |
| + 1     | 了       |
| + 2     | 亇       |
| + 3     | 予       |
| + 5     | 争       |
| + 6     | 亊       |
| + 7     | 事       |

Klein zegelkarakter